# Lista procesorów Intel Celeron
Celeron jest to rodzina procesorów firmy Intel przeznaczona na rynek tańszych rozwiązań low-end.

## Procesory typuDesktop("biurkowe")

### Celeron

#### "Covington" (250 nm)
- Wszystkie modele wspierają: MMX

| Model       | Taktowanie | Cache L2 | efektywne FSB | Mnożnik | Napięcie | TDP    | Socket | Data wprowadzenia | Seria |
| ----------- | ---------- | -------- | ------------- | ------- | -------- | ------ | ------ | ----------------- | ----- |
| Celeron 266 | 266 MHz    | 0 KiB    | 66 MHz        | 4x      | 2,0 V    | 16,6 W | Slot 1 | kwiecień 1998     |       |
| Celeron 300 | 300 MHz    | 0 KiB    | 66 MHz        | 4,5x    | 2,0 V    | 18,4 W | Slot 1 | kwiecień 1998     |       |

#### "Mendocino" (250 nm)
- Wszystkie modele wspierają: MMX

| Model        | Taktowanie | Cache L2 | efektywne FSB | Mnożnik | Napięcie | TDP    | Socket     | Data wprowadzenia | Seria           |
| ------------ | ---------- | -------- | ------------- | ------- | -------- | ------ | ---------- | ----------------- | --------------- |
| Celeron 300A | 300 MHz    | 128 KiB  | 66 MHz        | 4,5x    | 2,0 V    | 19 W   | Slot 1     | sierpień 1998     |                 |
| Celeron 300A | 300 MHz    | 128 KiB  | 66 MHz        | 4,5x    | 2,0 V    | 19 W   | Socket 370 | listopad 1998     | FV80524RX300128 |
| Celeron 333  | 333 MHz    | 128 KiB  | 66 MHz        | 5x      | 2,0 V    | 20,9 W | Slot 1     | sierpień 1998     |                 |
| Celeron 333  | 333 MHz    | 128 KiB  | 66 MHz        | 5x      | 2,0 V    | 20,9 W | Socket 370 | listopad 1998     | FV80524RX333128 |
| Celeron 366  | 366 MHz    | 128 KiB  | 66 MHz        | 5,5x    | 2,0 V    | 21,7 W | Slot 1     | styczeń 1999      |                 |
| Celeron 366  | 366 MHz    | 128 KiB  | 66 MHz        | 5,5x    | 2,0 V    | 21,7 W | Socket 370 | styczeń 1999      | FV80524RX366128 |
| Celeron 400  | 400 MHz    | 128 KiB  | 66 MHz        | 6x      | 2,0 V    | 23,7 W | Slot 1     | styczeń 1999      |                 |
| Celeron 400  | 400 MHz    | 128 KiB  | 66 MHz        | 6x      | 2,0 V    | 23,7 W | Socket 370 | styczeń 1999      | FV80524RX400128 |
| Celeron 433  | 433 MHz    | 128 KiB  | 66 MHz        | 6,5x    | 2,0 V    | 24,6 W | Slot 1     | 22 marca 1999     |                 |
| Celeron 433  | 433 MHz    | 128 KiB  | 66 MHz        | 6,5x    | 2,0 V    | 24,1 W | Socket 370 | 22 marca 1999     | FV80524RX433128 |
| Celeron 466  | 466 MHz    | 128 KiB  | 66 MHz        | 7x      | 2,0 V    | 25,7 W | Socket 370 | 26 kwietnia 1999  | FV80524RX466128 |
| Celeron 500  | 500 MHz    | 128 KiB  | 66 MHz        | 7,5x    | 2,0 V    | 27,2 W | Socket 370 | 1 sierpnia 1999   | FV80524RX500128 |
| Celeron 533  | 533 MHz    | 128 KiB  | 66 MHz        | 8x      | 2,0 V    | 28,3 W | Socket 370 | 4 stycznia 2000   | FV80524RX533128 |

#### "Coppermine-128" (180 nm)
- Wszystkie modele wspierają: MMX, SSE

| Model        | Taktowanie | Cache L2 | efektywne FSB | Mnożnik | Napięcie   | TDP         | Socket     | Data wprowadzenia | Seria           |
| ------------ | ---------- | -------- | ------------- | ------- | ---------- | ----------- | ---------- | ----------------- | --------------- |
| Celeron 533A | 533 MHz    | 128 KiB  | 66 MHz        | 8x      | 1,5 V      | 11,2 W      | Socket 370 | marzec 2000       | RB80526RX533128 |
| Celeron 566  | 566 MHz    | 128 KiB  | 66 MHz        | 8,5x    | 1,5/1,7 V  | 11,9 W      | Socket 370 | 29 marca 2000     | RB80526RX566128 |
| Celeron 600  | 600 MHz    | 128 KiB  | 66 MHz        | 9x      | 1,5/1,7 V  | 12,6 W      | Socket 370 | 29 marca 2000     | RB80526RX600128 |
| Celeron 633  | 633 MHz    | 128 KiB  | 66 MHz        | 9,5x    | 1,5/1,7 V  | 16,5/20,2 W | Socket 370 | 26 czerwca 2000   | RB80526RX633128 |
| Celeron 667  | 667 MHz    | 128 KiB  | 66 MHz        | 10x     | 1,5/1,7 V  | 17,5/21,1 W | Socket 370 | 26 czerwca 2000   | RB80526RX667128 |
| Celeron 700  | 700 MHz    | 128 KiB  | 66 MHz        | 10,5x   | 1,5/1,7 V  | 18,3/21,9 W | Socket 370 | 26 czerwca 2000   | RB80526RX700128 |
| Celeron 733  | 733 MHz    | 128 KiB  | 66 MHz        | 11x     | 1,7/1,75 V | 19,1/22,8 W | Socket 370 | 13 listopada 2000 | RB80526RX733128 |
| Celeron 766  | 766 MHz    | 128 KiB  | 66 MHz        | 11,5x   | 1,7/1,75 V | 20/23,6 W   | Socket 370 | 13 listopada 2000 | RB80526RX766128 |
| Celeron 800  | 800 MHz    | 128 KiB  | 100 MHz       | 8x      | 1,7/1,75 V | 20,8/24,5 W | Socket 370 | 3 stycznia 2001   | RB80526RX800128 |
| Celeron 850  | 850 MHz    | 128 KiB  | 100 MHz       | 8,5x    | 1,7/1,75 V | 22,5/25,7 W | Socket 370 | 9 kwietnia 2001   | RB80526RY850128 |
| Celeron 900  | 900 MHz    | 128 KiB  | 100 MHz       | 9x      | 1,75 V     | 26,7 W      | Socket 370 | 2 lipca 2001      | RB80526RY900128 |
| Celeron 950  | 950 MHz    | 128 KiB  | 100 MHz       | 9,5x    | 1,75 V     | 28 W        | Socket 370 | 31 sierpnia 2001  | RB80526RY950128 |
| Celeron 1000 | 1000 MHz   | 128 KiB  | 100 MHz       | 10x     | 1,75 V     | 29 W        | Socket 370 | 31 sierpnia 2001  | RB80526RY001128 |
| Celeron 1100 | 1100 MHz   | 128 KiB  | 100 MHz       | 11x     | 1,75 V     | 33 W        | Socket 370 | 31 sierpnia 2001  | RB80526RY005128 |

#### "Tualatin-256" (130 nm)
- Family 6 model 11
- Wszystkie modele wspierają: MMX, SSE

| Model         | Taktowanie | Cache L2 | efektywne FSB | Mnożnik | Napięcie | TDP         | Socket     | Data wprowadzenia   | Seria           |
| ------------- | ---------- | -------- | ------------- | ------- | -------- | ----------- | ---------- | ------------------- | --------------- |
| Celeron 1000A | 1000 MHz   | 256 KiB  | 100 MHz       | 10x     | 1,5 V    | 27,8/29,5 W | Socket 370 | 3 stycznia 2002     | RK80530RY001256 |
| Celeron 1100A | 1100 MHz   | 256 KiB  | 100 MHz       | 11x     | 1,5 V    | 28,9/29,5 W | Socket 370 | 3 stycznia 2002     | RK80530RY005256 |
| Celeron 1200  | 1200 MHz   | 256 KiB  | 100 MHz       | 12x     | 1,5 V    | 32,9/29,9 W | Socket 370 | 2 października 2001 | RK80530RY009256 |
| Celeron 1300  | 1300 MHz   | 256 KiB  | 100 MHz       | 13x     | 1,5 V    | 33,4/32 W   | Socket 370 | 3 stycznia 2002     | RK80530RY013256 |
| Celeron 1400  | 1400 MHz   | 256 KiB  | 100 MHz       | 14x     | 1,5 V    | 34,8/33,2 W | Socket 370 | 15 maja 2002        | RK80530RY017256 |

#### "Willamette-128" (180 nm)
- Family 15 model 1
- Wszystkie modele wspierają: MMX, SSE, SSE2

| Model       | Taktowanie | Cache L2 | efektywne FSB | Mnożnik | Napięcie | TDP    | Socket     | Data wprowadzenia | Seria           |
| ----------- | ---------- | -------- | ------------- | ------- | -------- | ------ | ---------- | ----------------- | --------------- |
| Celeron 1.7 | 1700 MHz   | 128 KiB  | 400 MHz       | 17x     | 1,75 V   | 63,5 W | Socket 478 | 15 maja 2002      | RK80531RC029128 |
| Celeron 1.8 | 1800 MHz   | 128 KiB  | 400 MHz       | 18x     | 1,75 V   | 66,1 W | Socket 478 | 12 czerwca 2002   | RK80531RC033128 |

#### "Northwood-128" (130 nm)
- Family 15 model 2
- Wszystkie modele wspierają: MMX, SSE, SSE2

| Model       | Taktowanie | Cache L2 | efektywne FSB | Mnożnik | Napięcie      | TDP    | Socket     | Data wprowadzenia | Seria           |
| ----------- | ---------- | -------- | ------------- | ------- | ------------- | ------ | ---------- | ----------------- | --------------- |
| Celeron 2.0 | 2000 MHz   | 128 KiB  | 400 MHz       | 20x     | 1,475/1,525 V | 52,8 W | Socket 478 | 18 września 2002  | RK80532RC041128 |
| Celeron 2.1 | 2100 MHz   | 128 KiB  | 400 MHz       | 21x     | 1,475/1,525 V | 55,5 W | Socket 478 | 20 listopada 2002 | RK80532RC049128 |
| Celeron 2.2 | 2200 MHz   | 128 KiB  | 400 MHz       | 22x     | 1,475/1,525 V | 57,1 W | Socket 478 | 20 listopada 2002 | RK80532RC045128 |
| Celeron 2.3 | 2300 MHz   | 128 KiB  | 400 MHz       | 23x     | 1,475/1,525 V | 58,3 W | Socket 478 | 31 marca 2003     | RK80532RC052128 |
| Celeron 2.4 | 2400 MHz   | 128 KiB  | 400 MHz       | 24x     | 1,475/1,525 V | 59,8 W | Socket 478 | 31 marca 2003     | RK80532RC056128 |
| Celeron 2.5 | 2500 MHz   | 128 KiB  | 400 MHz       | 25x     | 1,475/1,525 V | 61 W   | Socket 478 | 25 czerwca 2003   | RK80532RC060128 |
| Celeron 2.6 | 2600 MHz   | 128 KiB  | 400 MHz       | 26x     | 1,475/1,525 V | 62,6 W | Socket 478 | 25 czerwca 2003   | RK80532RC064128 |
| Celeron 2.7 | 2700 MHz   | 128 KiB  | 400 MHz       | 27x     | 1,475/1,525 V | 66,8 W | Socket 478 | 24 września 2003  | RK80532RC068128 |
| Celeron 2.8 | 2800 MHz   | 128 KiB  | 400 MHz       | 28x     | 1,475/1,525 V | 68,4 W | Socket 478 | 5 listopada 2003  | RK80532RC072128 |

### Celeron D

#### "Prescott-256" (90 nm)
- Wszystkie modele wspierają: MMX, SSE, SSE2, SSE3
- EM64T (implementacja x86-64): wspierane przez 3x1, 3x6, 355
- XD-bit (implementacja NX-bit): wspierane przez 3x0J, 3x5J, oraz kompatybilne z EM64T

| Model          | Taktowanie | Cache L2 | efektywne FSB | Mnożnik | Napięcie   | TDP  | Socket     | Data wprowadzenia | Seria                                          |
| -------------- | ---------- | -------- | ------------- | ------- | ---------- | ---- | ---------- | ----------------- | ---------------------------------------------- |
| Celeron D 310  | 2133 MHz   | 256 KiB  | 533 MHz       | 16x     | 1,25/1,4 V | 73 W | Socket 478 | grudzień 2005     | RK80546RE046256 B80546RE046256 NE80546RE046256 |
| Celeron D 315  | 2266 MHz   | 256 KiB  | 533 MHz       | 17x     | 1,25/1,4 V | 73 W | Socket 478 | 24 czerwca 2004   | RK80546RE051256 B80546RE051256 NE80546RE051256 |
| Celeron D 320  | 2400 MHz   | 256 KiB  | 533 MHz       | 18x     | 1,25/1,4 V | 73 W | Socket 478 | 24 czerwca 2004   | RK80546RE056256                                |
| Celeron D 325  | 2533 MHz   | 256 KiB  | 533 MHz       | 19x     | 1,25/1,4 V | 73 W | Socket 478 | 24 czerwca 2004   | RK80546RE061256                                |
| Celeron D 325J | 2533 MHz   | 256 KiB  | 533 MHz       | 19x     | 1,25/1,4 V | 84 W | LGA 775    | 22 września 2004  | JM80547RE061256                                |
| Celeron D 326  | 2533 MHz   | 256 KiB  | 533 MHz       | 19x     | 1,25/1,4 V | 84 W | LGA 775    | 22 września 2004  | JM80547RE061CN                                 |
| Celeron D 330  | 2667 MHz   | 256 KiB  | 533 MHz       | 20x     | 1,25/1,4 V | 73 W | Socket 478 | 24 czerwca 2004   | RK80546RE067256                                |
| Celeron D 330J | 2667 MHz   | 256 KiB  | 533 MHz       | 20x     | 1,25/1,4 V | 84 W | LGA 775    | 22 września 2004  | JM80547RE067256                                |
| Celeron D 331  | 2667 MHz   | 256 KiB  | 533 MHz       | 20x     | 1,25/1,4 V | 84 W | LGA 775    | 22 września 2004  | JM80547RE067CN                                 |
| Celeron D 335  | 2800 MHz   | 256 KiB  | 533 MHz       | 21x     | 1,25/1,4 V | 73 W | Socket 478 | 24 czerwca 2004   | RK80546RE072256                                |
| Celeron D 335J | 2800 MHz   | 256 KiB  | 533 MHz       | 21x     | 1,25/1,4 V | 84 W | LGA 775    | 22 września 2004  | JM80547RE072256                                |
| Celeron D 336  | 2800 MHz   | 256 KiB  | 533 MHz       | 21x     | 1,25/1,4 V | 84 W | LGA 775    | 22 września 2004  | JM80547RE072CN                                 |
| Celeron D 340  | 2933 MHz   | 256 KiB  | 533 MHz       | 22x     | 1,25/1,4 V | 73 W | Socket 478 | wrzesień 2004     | RK80546RE077256                                |
| Celeron D 340J | 2933 MHz   | 256 KiB  | 533 MHz       | 22x     | 1,25/1,4 V | 84 W | LGA 775    | 22 września 2004  | JM80547RE077256                                |
| Celeron D 341  | 2933 MHz   | 256 KiB  | 533 MHz       | 22x     | 1,25/1,4 V | 84 W | LGA 775    | 22 września 2004  | JM80547RE077CN                                 |
| Celeron D 345  | 3066 MHz   | 256 KiB  | 533 MHz       | 23x     | 1,25/1,4 V | 73 W | Socket 478 | listopad 2004     | RK80546RE083256                                |
| Celeron D 345J | 3066 MHz   | 256 KiB  | 533 MHz       | 23x     | 1,25/1,4 V | 84 W | LGA 775    | Październik 2004  | JM80547RE083256                                |
| Celeron D 346  | 3066 MHz   | 256 KiB  | 533 MHz       | 23x     | 1,25/1,4 V | 84 W | LGA 775    | październik 2004  | JM80547RE083CN                                 |
| Celeron D 350  | 3200 MHz   | 256 KiB  | 533 MHz       | 24x     | 1,25/1,4 V | 73 W | Socket 478 | 28 czerwca 2005   | NE80546RE088256 RK80546RE088256                |
| Celeron D 351  | 3200 MHz   | 256 KiB  | 533 MHz       | 24x     | 1,25/1,4 V | 84 W | LGA 775    | 28 czerwca 2005   | JM80547RE088CN                                 |
| Celeron D 355  | 3333 MHz   | 256 KiB  | 533 MHz       | 25x     | 1,25/1,4 V | 84 W | LGA 775    | grudzień 2005     | HH80547RE093CN                                 |

#### "Cedar Mill-512" (65 nm)
- Wszystkie modele wspierają: MMX, SSE, SSE2, SSE3, EM64T (implementacja x86-64), XD-bit (implementacja NX)

| Model         | Taktowanie | Cache L2 | efektywne FSB | Mnożnik | Napięcie     | TDP    | Socket  | Data wprowadzenia    | Seria           |
| ------------- | ---------- | -------- | ------------- | ------- | ------------ | ------ | ------- | -------------------- | --------------- |
| Celeron D 347 | 3066 MHz   | 512 KiB  | 533 MHz       | 23x     |              | 69,2 W | LGA 775 | 22 października 2006 | HH80552RE083512 |
| Celeron D 352 | 3200 MHz   | 512 KiB  | 533 MHz       | 24x     |              | 86 W   | LGA 775 | 28 maja 2006         | HH80552RE088512 |
| Celeron D 356 | 3333 MHz   | 512 KiB  | 533 MHz       | 25x     |              | 86 W   | LGA 775 | 28 maja 2006         | HH80552RE093512 |
| Celeron D 360 | 3466 MHz   | 512 KiB  | 533 MHz       | 26x     | 1.25V-1.325V | 65 W   | LGA 775 | 26 listopada 2006    | HH80552RE099512 |
| Celeron D 365 | 3600 MHz   | 512 KiB  | 533 MHz       | 27x     |              | 65 W   | LGA 775 | styczeń 2007         |                 |

### Celeron (Core)

#### "Conroe-L" (65 nm)
- Wszystkie modele wspierają: MMX, SSE, SSE2, SSE3, SSSE3, EM64T (implementacja x86-64), XD-bit (implementacja NX)

| Model       | Taktowanie | Cache L2 | efektywne FSB | Mnożnik | Napięcie    | TDP  | Socket  | Data wprowadzenia | Seria           |
| ----------- | ---------- | -------- | ------------- | ------- | ----------- | ---- | ------- | ----------------- | --------------- |
| Celeron 420 | 1600 MHz   | 512 KiB  | 800 MHz       | 8x      | 1.05 - 1.3V | 35 W | LGA 775 | 3 czerwca 2007    | HH80557RG025512 |
| Celeron 430 | 1800 MHz   | 512 KiB  | 800 MHz       | 9x      | 1.05 - 1.3V | 35 W | LGA 775 | 3 czerwca 2007    | HH80557RG033512 |
| Celeron 440 | 2000 MHz   | 512 KiB  | 800 MHz       | 10x     | 1.05 - 1.3V | 35 W | LGA 775 | 3 czerwca 2007    | HH80557RG041512 |
| Celeron 450 | 2200 MHz   | 512 KiB  | 800 MHz       | 11x     | 1.05 - 1.3V | 35 W | LGA 775 | 31 sierpnia 2008  | HH80557RG049512 |

### Celeron Dual-Core

#### "Allendale" (65 nm)
- Wszystkie modele wspierają: MMX, SSE, SSE2, SSE3, SSSE3, EM64T (implementacja x86-64), XD-bit (implementacja NX)

| Model                   | Taktowanie | Cache L2 | efektywne FSB | Mnożnik | Napięcie       | TDP  | Socket  | Data wprowadzenia | Seria         |
| ----------------------- | ---------- | -------- | ------------- | ------- | -------------- | ---- | ------- | ----------------- | ------------- |
| Celeron Dual-Core E1200 | 1600 MHz   | 512 KiB  | 800 MHz       | 8x      | 1.162 - 1.312V | 65 W | LGA 775 | 20 stycznia 2008  | HH80557PG025D |
| Celeron Dual-Core E1400 | 2000 MHz   | 512 KiB  | 800 MHz       | 10x     | 1.162 - 1.312V | 65 W | LGA 775 | 20 kwietnia 2008  | HH80557PG041D |
| Celeron Dual-Core E1500 | 2200 MHz   | 512 KiB  | 800 MHz       | 11x     | 0.962 - 1.275V | 65 W | LGA 775 | 30 listopada 2008 | HH80557PG049D |
| Celeron Dual-Core E1600 | 2400 MHz   | 512 KiB  | 800 MHz       | 12x     | 0.962 - 1.275V | 65 W | LGA 775 | 31 maja 2009      | HH80557PG056D |

#### "Wolfdale-3M" (45 nm)
- Wszystkie modele wspierają: MMX, SSE, SSE2, SSE3, SSSE3, EM64T (implementacja x86-64), XD-bit (implementacja NX), Intel VT-x

| Model                   | Taktowanie | Cache L2 | efektywne FSB | Mnożnik | Napięcie       | TDP  | Socket  | Data wprowadzenia | Seria           |
| ----------------------- | ---------- | -------- | ------------- | ------- | -------------- | ---- | ------- | ----------------- | --------------- |
| Celeron Dual-Core E3200 | 2400 MHz   | 1024 KiB | 800 MHz       | 12x     | 0.85 - 1.3625V | 65 W | LGA 775 | 30 sierpnia 2009  | AT80571RG0561ML |
| Celeron Dual-Core E3300 | 2500 MHz   | 1024 KiB | 800 MHz       | 12.5x   | 0.85 - 1.3625V | 65 W | LGA 775 | 30 sierpnia 2009  | AT80571RG0601ML |
| Celeron Dual-Core E3400 | 2600 MHz   | 1024 KiB | 800 MHz       | 13x     |                | 65 W | LGA 775 |                   |                 |

### Celeron (Nehalem)

#### "Clarkdale" (32 nm)
- Wszystkie modele wspierają: MMX, SSE, SSE2, SSE3, SSSE3, EM64T (implementacja x86-64), XD-bit (implementacja NX), Intel VT-x, Smart Cache

| Model         | Taktowanie | Cache L2  | efektywne FSB | Mnożnik | Napięcie  | TDP  | Socket   | Data wprowadzenia | Seria           |
| ------------- | ---------- | --------- | ------------- | ------- | --------- | ---- | -------- | ----------------- | --------------- |
| Celeron G1101 | 2270 MHz   | 2x256 KiB | DMI           | 17x     | 0.65–1.4V | 73 W | LGA 1156 | Styczeń 2010      | CM80616004596AC |

## Procesory Mobilne

### Mobile Celeron

#### "Mendocino" (250 nm)
- Wszystkie modele wspierają: MMX

| Model              | Taktowanie | Cache L2 | efektywne FSB | Mnożnik | Napięcie | TDP    | Socket     | Data wprowadzenia | Seria           |
| ------------------ | ---------- | -------- | ------------- | ------- | -------- | ------ | ---------- | ----------------- | --------------- |
| Mobile Celeron 266 | 266 MHz    | 128 KiB  | 66 MHz        | 4x      | 1,5 V    | 9,8 W  | Socket 615 | styczeń 1999      | KP80524KX266128 |
| Mobile Celeron 300 | 300 MHz    | 128 KiB  | 66 MHz        | 4,5x    | 1,6 V    | 11,1 W | Socket 615 | styczeń 1999      | KP80524KX300128 |
| Mobile Celeron 333 | 333 MHz    | 128 KiB  | 66 MHz        | 5x      | 1,6 V    | 11,8 W | Socket 615 | kwiecień 1999     | KP80524KX333128 |
| Mobile Celeron 366 | 366 MHz    | 128 KiB  | 66 MHz        | 5,5x    | 1,6 V    | 13,1 W | Socket 615 | maj 1999          | KP80524KX366128 |
| Mobile Celeron 400 | 400 MHz    | 128 KiB  | 66 MHz        | 6x      | 1,6 V    | 13,8 W | Socket 615 | czerwiec 1999     | KP80524KX400128 |
| Mobile Celeron 433 | 433 MHz    | 128 KiB  | 66 MHz        | 6,5x    | 1,9 V    | 19,4 W | Socket 615 | 15 września 1999  | KP80524KX433128 |
| Mobile Celeron 466 | 466 MHz    | 128 KiB  | 66 MHz        | 7x      | 1,9 V    | 20,7 W | Socket 615 | 15 września 1999  | KP80524KX466128 |

#### "Coppermine-128" (standard-voltage, 180 nm)
- Wszystkie modele wspierają: MMX, SSE

| Model               | Taktowanie | Cache L2 | efektywne FSB | Mnożnik | Napięcie | TDP    | Socket     | Data wprowadzenia   | Seria           |
| ------------------- | ---------- | -------- | ------------- | ------- | -------- | ------ | ---------- | ------------------- | --------------- |
| Mobile Celeron 400A | 400 MHz    | 128 KiB  | 100 MHz       | 4x      | 1,6 V    | 15,5 W | Socket 495 | 14 lutego 2000      | KP80524NY450128 |
| Mobile Celeron 450  | 450 MHz    | 128 KiB  | 100 MHz       | 4,5x    | 1,6 V    | 15,5 W | Socket 495 | 14 lutego 2000      | KP80524NY450128 |
| Mobile Celeron 500  | 500 MHz    | 128 KiB  | 100 MHz       | 5x      | 1,6 V    | 16,8 W | Socket 495 | 14 lutego 2000      | KP80526NY500128 |
| Mobile Celeron 550  | 550 MHz    | 128 KiB  | 100 MHz       | 5,5x    | 1,6 V    | 18,4 W | Socket 495 | 24 kwietnia 2000    | KP80526NY550128 |
| Mobile Celeron 600  | 600 MHz    | 128 KiB  | 100 MHz       | 6x      | 1,6 V    | 20 W   | Socket 495 | 19 czerwca 2000     | KP80526NY600128 |
| Mobile Celeron 650  | 650 MHz    | 128 KiB  | 100 MHz       | 6,5x    | 1,6 V    | 21,5 W | Socket 495 | 18 czerwca 2000     | KP80526NY650128 |
| Mobile Celeron 700  | 700 MHz    | 128 KiB  | 100 MHz       | 7x      | 1,6 V    | 23 W   | Socket 495 | 25 września 2000    | KP80526NY700128 |
| Mobile Celeron 733  | 733 MHz    | 128 KiB  | 133 MHz       | 5,5x    | 1,7 V    | 24 W   | Socket 495 | 1 października 2001 | KP80526NY733128 |
| Mobile Celeron 750  | 750 MHz    | 128 KiB  | 100 MHz       | 7,5x    | 1,6 V    | 24,6 W | Socket 495 | 19 marca 2001       | KP80526NY750128 |
| Mobile Celeron 800  | 800 MHz    | 128 KiB  | 100 MHz       | 8x      | 1,6 V    | 25,9 W | Socket 495 | 21 maja 2001        | KP80526NY800128 |
| Mobile Celeron 800A | 800 MHz    | 128 KiB  | 133 MHz       | 6x      | 1,7 V    | 22 W   | Socket 495 | październik 2001    | RH80533NZ800128 |
| Mobile Celeron 850  | 850 MHz    | 128 KiB  | 100 MHz       | 8,5x    | 1,6 V    | 27,5 W | Socket 495 | 2 lipca 2001        | KP80526NY850128 |
| Mobile Celeron 866  | 866 MHz    | 128 KiB  | 133 MHz       | 6,5x    | 1,7 V    | 23,3 W | Socket 495 | czerwiec 2001       | RH80533NZ866128 |
| Mobile Celeron 900  | 900 MHz    | 128 KiB  | 100 MHz       | 9x      | 1,7 V    | 30,7 W | Socket 495 | październik 2001    | KP80526NY900128 |
| Mobile Celeron 933  | 933 MHz    | 128 KiB  | 133 MHz       | 7x      | 1,7 V    | 24,6 W | Socket 495 | czerwiec 2001       | KP80526NY933128 |

#### "Coppermine-128" (low-voltage, 180 nm)
- Wszystkie modele wspierają: MMX, SSE

| Model                  | Taktowanie | Cache L2 | efektywne FSB | Mnożnik | Napięcie | TDP    | Socket     | Data wprowadzenia | Seria           |
| ---------------------- | ---------- | -------- | ------------- | ------- | -------- | ------ | ---------- | ----------------- | --------------- |
| Mobile Celeron LV 400A | 400 MHz    | 128 KiB  | 100 MHz       | 4x      | 1,35 V   | 10,1 W | Socket 495 | luty 2000         | KC80526LY400128 |
| Mobile Celeron LV 500  | 500 MHz    | 128 KiB  | 100 MHz       | 5x      | 1,35 V   | 12,2 W | Socket 495 | czerwiec 2000     | KC80526LY500128 |
| Mobile Celeron LV 600  | 600 MHz    | 128 KiB  | 100 MHz       | 6x      | 1,35 V   | 14,4 W | Socket 495 | 21 maja 2001      | KC80526LY600128 |

#### "Coppermine-128" (ultra-low-voltage, 180 nm)
- Wszystkie modele wspierają: MMX, SSE

| Model                  | Taktowanie | Cache L2 | efektywne FSB | Mnożnik | Napięcie | TDP   | Socket     | Data wprowadzenia | Seria           |
| ---------------------- | ---------- | -------- | ------------- | ------- | -------- | ----- | ---------- | ----------------- | --------------- |
| Mobile Celeron ULV 500 | 500 MHz    | 128 KiB  | 100 MHz       | 5x      | 1,1 V    | 8,1 W | Socket 495 | 30 stycznia 2001  | KC80526LL500128 |
| Mobile Celeron ULV 600 | 600 MHz    | 128 KiB  | 100 MHz       | 6x      | 1,1 V    | 9,7 W | Socket 495 | maj 2001          | KC80526LL600128 |

#### "Tualatin-256" (standard-voltage, 130 nm)
- Wszystkie modele wspierają: MMX, SSE

| Model               | Taktowanie | Cache L2 | efektywne FSB | Mnożnik | Napięcie | TDP    | Socket     | Data wprowadzenia | Seria           |
| ------------------- | ---------- | -------- | ------------- | ------- | -------- | ------ | ---------- | ----------------- | --------------- |
| Mobile Celeron 1000 | 1000 MHz   | 256 KiB  | 133 MHz       | 7,5x    | 1,4 V    | 22 W   | Socket 478 | kwiecień 2002     | RH80530NZ001256 |
| Mobile Celeron 1066 | 1066 MHz   | 256 KiB  | 133 MHz       | 8x      | 1,45 V   | 23,2 W | Socket 478 | styczeń 2002      | RH80530NZ004256 |
| Mobile Celeron 1133 | 1133 MHz   | 256 KiB  | 133 MHz       | 8,5x    | 1,45 V   | 23,8 W | Socket 478 | styczeń 2002      | RH80530NZ006256 |
| Mobile Celeron 1200 | 1200 MHz   | 256 KiB  | 133 MHz       | 9x      | 1,45 V   | 24,4 W | Socket 478 | styczeń 2002      | RH80530NZ009256 |
| Mobile Celeron 1266 | 1266 MHz   | 256 KiB  | 133 MHz       | 9,5x    | 1,4 V    | 22 W   | Socket 478 | 16 kwietnia 2003  | RH80530NZ012256 |
| Mobile Celeron 1333 | 1333 MHz   | 256 KiB  | 133 MHz       | 10x     | 1,5 V    | 19 W   | Socket 478 | 24 czerwca 2002   | RH80530WZ014256 |

#### "Tualatin-256" (low-voltage, 130 nm)
- Wszystkie modele wspierają: MMX, SSE

| Model                 | Taktowanie | Cache L2 | efektywne FSB | Mnożnik | Napięcie | TDP    | Socket     | Data wprowadzenia   | Seria           |
| --------------------- | ---------- | -------- | ------------- | ------- | -------- | ------ | ---------- | ------------------- | --------------- |
| Mobile Celeron LV 650 | 650 MHz    | 256 KiB  | 100 MHz       | 6,5x    | 1,15 V   | 10,6 W | Socket 478 | 1 października 2001 | RJ80530MY650256 |
| Mobile Celeron LV 667 | 667 MHz    | 256 KiB  | 133 MHz       | 5x      | 1,15 V   |        | Socket 478 | wrzesień 2002       | RJ80530MZ667256 |
| Mobile Celeron LV 733 | 733 MHz    | 256 KiB  | 133 MHz       | 5,5x    | 1,15 V   | 11,2 W | Socket 478 | wrzesień 2002       | RJ80530MZ733256 |
| Mobile Celeron LV 866 | 866 MHz    | 256 KiB  | 133 MHz       | 6,5x    | 1,15 V   | 9,61 W | Socket 478 | styczeń 2003        | RJ80530MZ866256 |

#### "Tualatin-256" (ultra-low-voltage, 130 nm)
- Wszystkie modele wspierają: MMX, SSE

| Model                  | Taktowanie | Cache L2 | efektywne FSB | Mnożnik | Napięcie | TDP | Socket     | Data wprowadzenia | Seria                           |
| ---------------------- | ---------- | -------- | ------------- | ------- | -------- | --- | ---------- | ----------------- | ------------------------------- |
| Mobile Celeron ULV 650 | 650 MHz    | 256 KiB  | 100 MHz       | 6,5x    | 1,1 V    | 7 W | Socket 478 | styczeń 2002      | RJ80530VY650256 RJ80530VY65025E |
| Mobile Celeron ULV 700 | 700 MHz    | 256 KiB  | 100 MHz       | 7x      | 1,1 V    | 7 W | Socket 478 | wrzesień 2002     | RJ80530VY700256                 |
| Mobile Celeron ULV 733 | 733 MHz    | 256 KiB  | 133 MHz       | 5,5x    | 1,1 V    | 7 W | Socket 478 | wrzesień 2002     | RJ80530VZ733256                 |
| Mobile Celeron ULV 800 | 800 MHz    | 256 KiB  | 133 MHz       | 6x      | 1,1 V    | 7 W | Socket 478 | styczeń 2003      | RJ80530VY800256 RJ80530VZ800256 |

#### "Northwood-256" (130 nm)
- Wszystkie modele wspierają: MMX, SSE, SSE2

| Model              | Taktowanie | Cache L2 | efektywne FSB | Mnożnik | Napięcie | TDP  | Socket     | Data wprowadzenia | Seria           |
| ------------------ | ---------- | -------- | ------------- | ------- | -------- | ---- | ---------- | ----------------- | --------------- |
| Mobile Celeron 1.4 | 1400 MHz   | 256 KiB  | 400 MHz       | 14x     | 1,3 V    | 30 W | Socket 478 | 24 czerwca 2002   | RH80532NC017256 |
| Mobile Celeron 1.5 | 1500 MHz   | 256 KiB  | 400 MHz       | 15x     | 1,3 V    | 30 W | Socket 478 | 24 czerwca 2002   | RH80532NC021256 |
| Mobile Celeron 1.6 | 1600 MHz   | 256 KiB  | 400 MHz       | 16x     | 1,3 V    | 30 W | Socket 478 | 16 września 2002  | RH80532NC025256 |
| Mobile Celeron 1.7 | 1700 MHz   | 256 KiB  | 400 MHz       | 17x     | 1,3 V    | 30 W | Socket 478 | 16 września 2002  | RH80532NC029256 |
| Mobile Celeron 1.8 | 1800 MHz   | 256 KiB  | 400 MHz       | 18x     | 1,3 V    | 30 W | Socket 478 | 16 września 2002  | RH80532NC033256 |
| Mobile Celeron 2.0 | 2000 MHz   | 256 KiB  | 400 MHz       | 20x     | 1,3 V    | 32 W | Socket 478 | 14 stycznia 2003  | RH80532NC041256 |
| Mobile Celeron 2.2 | 2200 MHz   | 256 KiB  | 400 MHz       | 22x     | 1,3 V    | 35 W | Socket 478 | 16 kwietnia 2003  | RH80532NC049256 |
| Mobile Celeron 2.4 | 2400 MHz   | 256 KiB  | 400 MHz       | 24x     | 1,3 V    | 35 W | Socket 478 | czerwiec 2003     | RH80532NC056256 |
| Mobile Celeron 2.5 | 2500 MHz   | 256 KiB  | 400 MHz       | 25x     | 1,3 V    | 35 W | Socket 478 | listopad 2003     | RH80532NC060256 |

### Celeron M

#### "Banias-512" (standard-voltage, 130 nm)
- Wszystkie modele wspierają: MMX, SSE, SSE2

| Model         | Taktowanie | Cache L2 | efektywne FSB | Mnożnik | Napięcie | TDP    | Socket     | Data wprowadzenia | Seria           |
| ------------- | ---------- | -------- | ------------- | ------- | -------- | ------ | ---------- | ----------------- | --------------- |
| Celeron M 310 | 1200 MHz   | 512 KiB  | 400 MHz       | 12x     | 1,356 V  | 24,5 W | Socket 479 | 6 stycznia 2004   | RH80535NC009512 |
| Celeron M 320 | 1300 MHz   | 512 KiB  | 400 MHz       | 13x     | 1,356 V  | 24,5 W | Socket 479 | 6 stycznia 2004   | RH80535NC013512 |
| Celeron M 330 | 1400 MHz   | 512 KiB  | 400 MHz       | 14x     | 1,356 V  | 24,5 W | Socket 479 | styczeń 2004      | RH80535NC017512 |
| Celeron M 340 | 1500 MHz   | 512 KiB  | 400 MHz       | 15x     | 1,356 V  | 24,5 W | Socket 479 | styczeń 2004      | RH80535NC021512 |

#### "Banias-512" (ultra-low-voltage, 130 nm)
- Wszystkie modele wspierają: MMX, SSE, SSE2

| Model             | Taktowanie | Cache L2 | efektywne FSB | Mnożnik | Napięcie | TDP | socket     | Data wprowadzenia | Seria           |
| ----------------- | ---------- | -------- | ------------- | ------- | -------- | --- | ---------- | ----------------- | --------------- |
| Celeron M ULV 800 | 800 MHz    | 512 KiB  | 400 MHz       | 8x      | 1,004 V  | 7 W | Socket 479 | styczeń 2004      | RJ80535VC800512 |
| Celeron M ULV 900 | 900 MHz    | 512 KiB  | 400 MHz       | 9x      | 1,004 V  | 7 W | Socket 479 | styczeń 2004      | RJ80535VC900512 |

#### "Dothan-1024" (standard-voltage, 90 nm)
- Wszystkie modele wspierają: MMX, SSE, SSE2
- XD-bit (implementacja NX-bit): wspierane przez 360J, 370, 380, 390

| Model          | Taktowanie | Cache L2 | efektywne FSB | Mnożnik | Napięcie      | TDP  | Socket     | Data wprowadzenia | Seria          |
| -------------- | ---------- | -------- | ------------- | ------- | ------------- | ---- | ---------- | ----------------- | -------------- |
| Celeron M 350  | 1300 MHz   | 1024 KiB | 400 MHz       | 13x     | 1,26 V        | 21 W | Socket 479 | 31 sierpnia 2004  | RH80536NC0131M |
| Celeron M 360  | 1400 MHz   | 1024 KiB | 400 MHz       | 14x     | 1,26 V        | 21 W | Socket 479 | 31 sierpnia 2004  | RH80536NC0171M |
| Celeron M 360J | 1400 MHz   | 1024 KiB | 400 MHz       | 14x     | 1,004/1,292 V | 21 W | Socket 479 | lipiec 2005       | RH80536NC0171M |
| Celeron M 370  | 1500 MHz   | 1024 KiB | 400 MHz       | 15x     | 1,004/1,292 V | 21 W | Socket 479 | styczeń 2005      | RH80536NC0221M |
| Celeron M 380  | 1600 MHz   | 1024 KiB | 400 MHz       | 16x     | 1,004/1,292 V | 21 W | Socket 479 | lipiec 2005       | RH80536NC0251M |
| Celeron M 390  | 1700 MHz   | 1024 KiB | 400 MHz       | 17x     | 1,004/1,292 V | 21 W | Socket 479 | grudzień 2005     | RH80536NC0291M |

#### "Dothan-1024" (ultra-low-voltage, 90 nm)
- Wszystkie modele wspierają: MMX, SSE, SSE2, XD-bit (implementacja NX-bit)

| Model             | Taktowanie | Cache L2 | efektywne FSB | Mnożnik | Napięcie      | TDP | Socket     | Data wprowadzenia | Seria          |
| ----------------- | ---------- | -------- | ------------- | ------- | ------------- | --- | ---------- | ----------------- | -------------- |
| Celeron M ULV 383 | 1000 MHz   | 1024 KiB | 400 MHz       | 10x     | 0,876/0,956 V | 5 W | Socket 479 | lipiec 2005       | RJ80536VC0011M |

#### "Dothan-512" (ultra-low-voltage, 90 nm)
- Wszystkie modele wspierają: MMX, SSE, SSE2
- XD-bit (implementacja NX-bit): wspierane przez 373

| Model             | Taktowanie | Cache L2 | efektywne FSB | Mnożnik | Napięcie      | TDP | Socket     | Data wprowadzenia | Seria           |
| ----------------- | ---------- | -------- | ------------- | ------- | ------------- | --- | ---------- | ----------------- | --------------- |
| Celeron M ULV 353 | 900 MHz    | 512 KiB  | 400 MHz       | 9x      | 0,94 V        | 5 W | Socket 479 | wrzesień 2004     | RJ80536VC900512 |
| Celeron M ULV 373 | 1000 MHz   | 512 KiB  | 400 MHz       | 10x     | 0,876/0,956 V | 5 W | Socket 479 | lipiec 2005       | RJ80536VC001512 |

#### "Yonah-1024" (standard-voltage, 65 nm)
- Wszystkie modele wspierają: MMX, SSE, SSE2, SSE3, XD-bit (implementacja NX-bit)

| Model         | Taktowanie | Cache L2 | efektywne FSB | Mnożnik | Napięcie  | TDP  | Socket   | Data wprowadzenia | Seria          |
| ------------- | ---------- | -------- | ------------- | ------- | --------- | ---- | -------- | ----------------- | -------------- |
| Celeron M 410 | 1466 MHz   | 1024 KiB | 533 MHz       | 11x     | 1,0/1,3 V | 27 W | Socket M | kwiecień 2006     | LF80538NE0201M |
| Celeron M 420 | 1600 MHz   | 1024 KiB | 533 MHz       | 12x     | 1,0/1,3 V | 27 W | Socket M | kwiecień 2006     | LF80538NE0251M |
| Celeron M 430 | 1733 MHz   | 1024 KiB | 533 MHz       | 13x     | 1,0/1,3 V | 27 W | Socket M | kwiecień 2006     | LF80538NE0301M |
| Celeron M 440 | 1866 MHz   | 1024 KiB | 533 MHz       | 14x     | 1,0/1,3 V | 27 W | Socket M | październik 2006  |                |
| Celeron M 450 | 2000 MHz   | 1024 KiB | 533 MHz       | 15x     | 1,0/1,3 V | 27 W | Socket M | październik 2005  |                |

#### "Merom", "Merom-L" (standard-voltage, 65 nm)
- Wszystkie modele wspierają: MMX, SSE, SSE2, SSE3, Intel 64, XD-bit (implementacja NX-bit)

| Model         | Taktowanie | Cache L2 | efektywne FSB | Mnożnik | Napięcie   | TDP | Socket                   | Data wprowadzenia | Seria                          |
| ------------- | ---------- | -------- | ------------- | ------- | ---------- | --- | ------------------------ | ----------------- | ------------------------------ |
| Celeron M 530 | 1730 MHz   | 1024 KiB | 533 MHz       | 13x     | 0.95/1.3 V | 27W | Socket P                 | marzec 2007       | LF80537NE0301M LF80537NE0301MN |
| Celeron M 540 | 1870 MHz   | 1024 KiB | 533 MHz       | 14x     | 0.95/1.3 V | 30W | Socket P                 | lipiec 2007       | LF80537NE0361M                 |
| Celeron M 550 | 2000 MHz   | 1024 KiB | 533 MHz       | 15x     | 0.95/1.3 V | 31W | Socket P Socket P FCBGA6 | wrzesień 2007     | LF80537NE0411M LE80537NE0411M  |
| Celeron M 560 | 2130 MHz   | 1024 KiB | 533 MHz       | 16x     | 0.95/1.3 V | 31W | Socket P                 | grudzień 2007     | LF80537NE0461M                 |
| Celeron M 570 | 2270 MHz   | 1024 KiB | 533 MHz       | 17x     | 0.95/1.3 V | 31W | Socket P                 | maj 2008          | LF80537NE0511M                 |

#### "Merom-2M" (standard-voltage, 65 nm)
- Wszystkie modele wspierają: MMX, SSE, SSE2, SSE3, Intel 64, XD-bit (implementacja NX-bit)

| Model         | Taktowanie | Cache L2 | efektywne FSB | Mnożnik | Napięcie      | TDP | Socket   | Data wprowadzenia | Seria          |
| ------------- | ---------- | -------- | ------------- | ------- | ------------- | --- | -------- | ----------------- | -------------- |
| Celeron M 575 | 2000 MHz   | 1024 KiB | 667 MHz       | 12x     | 1.075/1.175 V | 31W | Socket P | wrzesień 2008     | LF80537NF0411M |
| Celeron M 585 | 2170 MHz   | 1024 KiB | 667 MHz       | 13x     | 1.075/1.175 V | 31W | Socket P | wrzesień 2008     | LF80537NF0481M |

#### "Penryn-3M" (45 nm)
- Wszystkie modele wspierają: MMX, SSE, SSE2, SSE3, Intel 64, XD-bit (implementacja NX-bit)

| Model             | Taktowanie | Cache L2 | efektywne FSB | Mnożnik | Napięcie     | TDP  | Socket      | Data wprowadzenia | Seria           |
| ----------------- | ---------- | -------- | ------------- | ------- | ------------ | ---- | ----------- | ----------------- | --------------- |
| Celeron 900       | 2200 MHz   | 1024 KiB | 800 MHz       | 11x     | 1/1.25 V     | 35W  | Socket P    | marzec 2009       | AW80585NG0491MA |
| Celeron M 925     | 2300 MHz   | 1024 KiB | 800 MHz       | 11,5x   | 1/1.25 V     | 35W  | Socket P    | styczeń 2011      | AW80585NG0521MA |
| Celeron M ULV 722 | 1200 MHz   | 1024 KiB | 800 MHz       | 6x      | 0.775V/1.1 V | 5,5W | μFC-BGA 956 | wrzesień 2008     | AV80585VG0091MP |
| Celeron M ULV 723 | 1200 MHz   | 1024 KiB | 800 MHz       | 6x      | 1.05/1.15 V  | 10W  | μFC-BGA 956 | wrzesień 2008     | AV80585VG0091M  |
| Celeron M ULV 743 | 1300 MHz   | 1024 KiB | 800 MHz       | 6,5x    | 1.05/1.15 V  | 10W  | μFC-BGA 956 | wrzesień 2009     | AV80585VG0131M  |
| Celeron ULV 763   | 1400 MHz   | 1024 KiB | 800 MHz       | 7x      | 1.05/1.15 V  | 10W  | μFC-BGA 956 | styczeń 2011      | AV80585VG0171M  |